# Ankylopteryx buettikoferi
Ankylopteryx buettikoferi är en insektsart som beskrevs av Van der Weele 1905. Ankylopteryx buettikoferi ingår i släktet Ankylopteryx och familjen guldögonsländor. Inga underarter finns listade i Catalogue of Life.